# Guillermo II de Vasconia
Guillermo Sancho de Gascuña (en euskera: Gilen Antso; en francés: Guillaume Sanche; en gascón: Guilhem Sans; en latín: Willelmus Sancio), duque de Gasconia desde circa 961 hasta al menos 996, fue el hijo ilegítimo más joven del duque Sancho IV y sucesor,  alrededor de 961, de su hermano mayor sin descendencia, el duque Sancho V. Unió el condado de Burdeos con Gascuña. Documentos del reinado afirman que su abuelo provenía de Iberia, dando pie a genealogías fantasmagóricas que sitúan los orígenes de García II al otro lado de los Pirineos. Murió en 996 o 997 y fue sucedido por su hijo, Bernardo Guillén.

## Biografía
En torno a 970, Guillermo utilizaba sólo el título de conde como «Lord Guillén Sánchez, conde de los gascones» donaba tierras en el pueblo de "Luco Deo" al monasterio de Vincent Santo-de-Lucq. Heredó el condado de Burdeos de su primo Guillermo el Bueno, hijo de su tía Entregodis, que se casó con un tal Ramón, y lo unió a Gascuña permanentemente. Más tarde llevó el título ducal. Aimoin Le tituló «conde de Burdeos y duque de toda Gascuña» en su biografía de Abón de Fleury. Antes de 977, Guillén también añadió el agenais y el bazadais. Esta expansión del ducado fue probablemente la causa del aumento de la información sobre la región y sus duques después de un periodo de oscuridad que duró desde los ataques vikingos de los años 840.
En 977, Guillermo restauró el priorato de La Réole, utilizando el título de dux Wasconum (duque de Vasconia). En aquel tiempo no empleaba el título de conde de Burdeos. Estaba en posesión de Burdeos hacia 988, cuando buscó el consejo del concilio de seniores ("señores") de Burdeos para la restauración del monasterio de Saint-Sever. Mientras Gascuña había estado durante mucho tiempo fuera de la órbita de los reyes francos, Burdeos no. Con su adquisición, Guillermo empezó datar sus cartas según el reinado del rey, Hugo Capeto (987–96), con la cláusula «reinante rey Hugo» (regnante rege Hugone).
Durante el reinado de Guillermo II, su hermano Gombald, el «obispo de los gascones», estableció control sobre todas las diócesis en Gascuña y finalmente se convirtió en arzobispo de Burdeos. La jerarquía de la iglesia gascona al completo estaba controlada por la familia de Guillermo. Cuando este viajó al Reino de Pamplona para unirse a la Reconquista y combatir a los musulmanes, dejó a Gombald a cargo en Gascuña. En Pamplona tomó a una mujer, pero tuvo que regresar a Gascuña por los ataques vikingos. Derrotó a los vikingos en la batalla de Taller en 981 o 982, tras lo que dejaron de ser una amenaza y sus poblamientos permanentes a lo largo del río Adur fueron eliminados y sus habitantes expulsados al norte, al bosque de las Landas.
Guillermo podría ser el «conde Guillén Sánchez» que, según Sampiro, derrotó a los vikingos en Galicia en 970. Ningún gallego de ese nombre es conocido en el siglo X, pero tampoco se tiene noticias de que Guillén Sánchez viajase a Galicia. Se ha propuesto, no obstante, que el duque de Gascuña estuviera en peregrinación a la catedral de Santiago en Compostela cuando, en una emergencia,  se hizo cargo de la defensa durante un ataque vikingo.

## Familia
Guillermo se casó con Urraca Garcés (muerta antes de 1008), hija de rey García Sánchez I de Pamplona (927–970) y viuda del conde Fernán González de Castilla. Tuvieron tres hijos:  
- Bernardo, que sucedió a su padre.
- Sancho VI, que también gobernaría Vasconia.
- Brisca (Prisca), segunda esposa del duque Guillermo V de Aquitania, lo que permitió que la Casa de Poitiers, pudiera reclamar y finalmente heredar Vasconia a la muerte de Sancho VI en la personal de Odón, hijo de Brisca.[5]

Guillermo pudo haber sido padre  (o tío) de Gersenda, esposa de Enrique I de Borgoña. También pudo haber engendrado a Toda, esposa de Bernardo I de Besalú, aunque esta también pudo ser la hija de Guillermo II de Provenza.